# Villeneuve-le-Comte
Pour les articles homonymes, voir Villeneuve.
Villeneuve-le-Comte est une commune française située dans le département de Seine-et-Marne en région Île-de-France, faisant partie depuis 2011 de la ville nouvelle de Marne-la-Vallée.

## Géographie

### Localisation
La commune est située à environ  21 kilomètres au sud-est de Lagny-sur-Marne.
- 1Carte dynamique
- 2Carte Openstreetmap
- 3Carte topographique
- 4Carte avec les communes environnantes

Elle est proche du parc à thèmes Disneyland Paris.

### Communes limitrophes
| Bailly-Romainvilliers  | Coutevroult          | Villiers-sur-Morin                      |
| Villeneuve-Saint-Denis | Villeneuve-le-Comte  | Voulangis Tigeaux Dammartin-sur-Tigeaux |
|                        | Neufmoutiers-en-Brie | Mortcerf                                |

### Géologie et relief
L'altitude de la commune varie de 116 mètres à 133 mètres pour le point le plus haut, le centre du bourg se situant à environ 126 mètres d'altitude (mairie). Elle est classée en zone de sismicité 1, correspondant à une sismicité très faible.

### Hydrographie

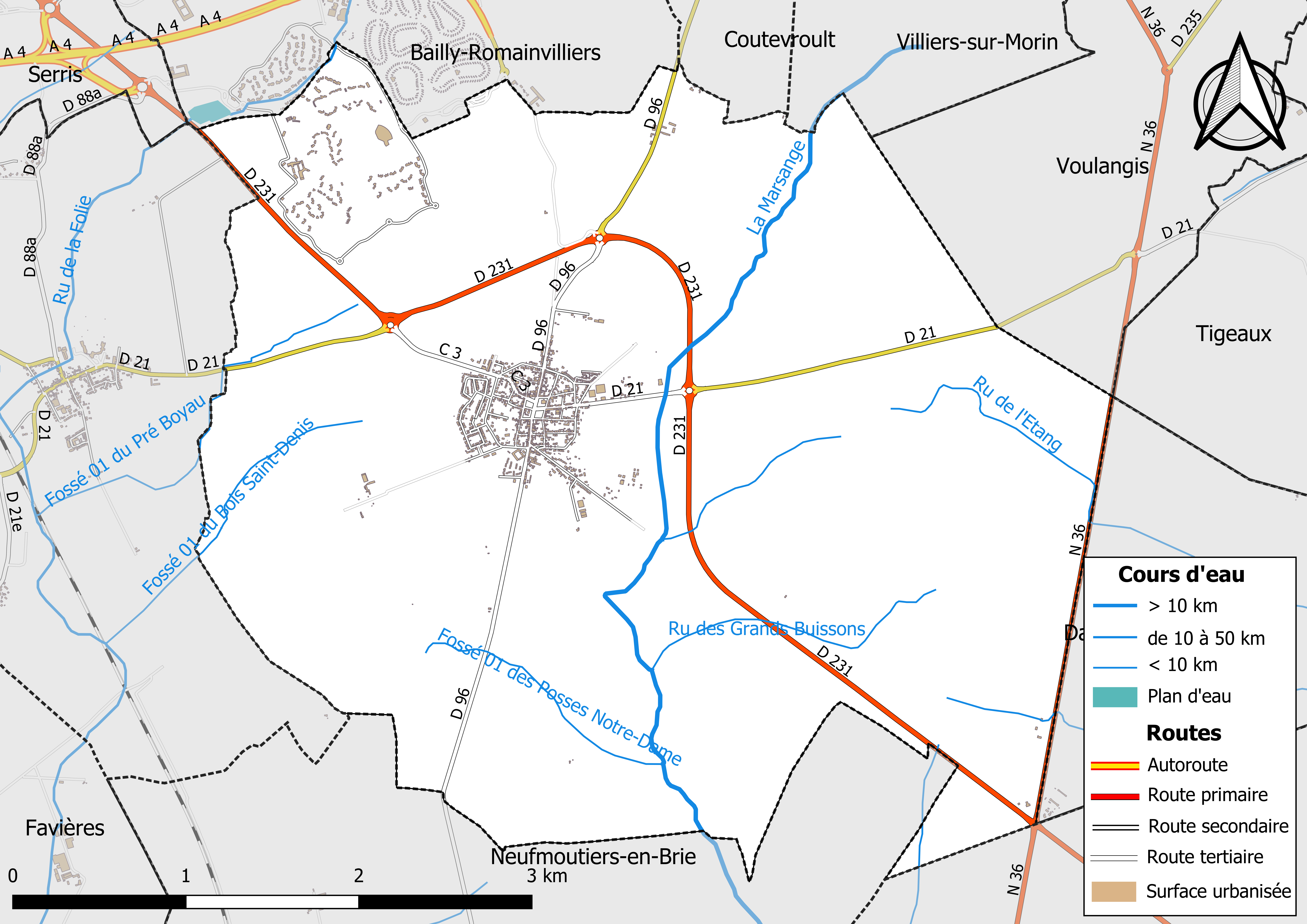
Carte des réseaux hydrographique et routier de Villeneuve-le-Comte.

Le système hydrographique de la commune se compose de dix cours d'eau référencés :
- la Marsange, longue de 30,39 km[3], affluent de l'Yerres en rive droite ;
  - le fossé 01 des Posses Notre-Dame, 1,68 km[4], et ;
  - le ru des Grands Buissons, 1,94 km[5], et ;
  - le fossé 01 des Grands Buissons, 1,27 km[6], et ;
  - le fossé 01 de la Forêt Domaniale de Crécy, 2,31 km[7], affluents de la Marsange ;
- le ru de la Folie, 9,81 km[8], qui conflue avec le ru de la Hotte ;
  - le fossé 01 du Bois Saint-Denis, 2,11 km[9] et ;
  - le fossé 01 du Pré Boyau, 2,60 km[10], affluents du ru de la Folie ;
- le ru de la Forêt, 3,18 km[11], affluent du ru de Binel ;
  - le ru de l'Étang, 3,90 km[12], affluent du ru de la Forêt.

La longueur totale des cours d'eau sur la commune est de 15,44 km.

### Climat
Pour des articles plus généraux, voir Climat de l'Île-de-France et Climat de Seine-et-Marne.
En 2010, le climat de la commune est de type climat océanique dégradé des plaines du Centre et du Nord, selon une étude du CNRS s'appuyant sur une série de données couvrant la période 1971-2000. En 2020, Météo-France publie une typologie des climats de la France métropolitaine dans laquelle la commune est exposée à un climat océanique altéré et est dans la région climatique Nord-est du bassin Parisien, caractérisée par un ensoleillement médiocre, une pluviométrie moyenne régulièrement répartie au cours de l’année et un hiver froid (3 °C).
Pour la période 1971-2000, la température annuelle moyenne est de 10,7 °C, avec une amplitude thermique annuelle de 15,1 °C. Le cumul annuel moyen de précipitations est de 733 mm, avec 11,1 jours de précipitations en janvier et 8,1 jours en juillet. Pour la période 1991-2020, la température moyenne annuelle observée sur la station météorologique la plus proche, située sur la commune de Torcy à 14 km à vol d'oiseau, est de 12,1 °C et le cumul annuel moyen de précipitations est de 716,4 mm,. Pour l'avenir, les paramètres climatiques de la commune estimés pour 2050 selon différents scénarios d'émission de gaz à effet de serre sont consultables sur un site dédié publié par Météo-France en novembre 2022.

### Milieux naturels et biodiversité

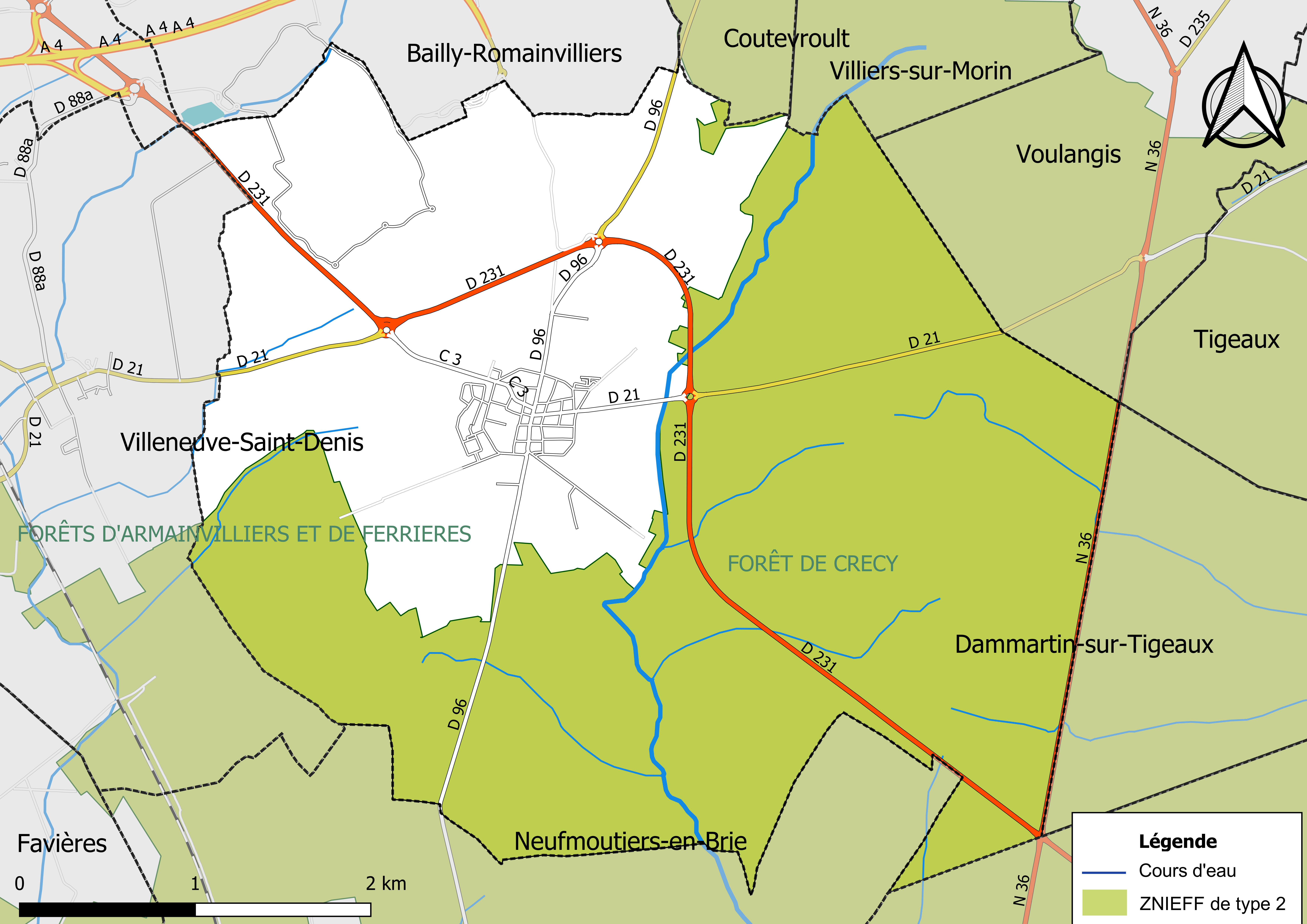
Carte des ZNIEFF de type 2 localisées sur la commune.

L’inventaire des zones naturelles d'intérêt écologique, faunistique et floristique (ZNIEFF) a pour objectif de réaliser une couverture des zones les plus intéressantes sur le plan écologique, essentiellement dans la perspective d’améliorer la connaissance du patrimoine naturel national et de fournir aux différents décideurs un outil d’aide à la prise en compte de l’environnement dans l’aménagement du territoire.
Le territoire communal de Villeneuve-le-Comte comprend une ZNIEFF de type 2,,, 
la « Forêt de Crécy » (6 897,74 ha), couvrant 17 communes du département.

## Urbanisme

### Typologie
Au 1er janvier 2024, Villeneuve-le-Comte est catégorisée bourg rural, selon la nouvelle grille communale de densité à sept niveaux définie par l'Insee en 2022.
Elle est située hors unité urbaine. Par ailleurs la commune fait partie de l'aire d'attraction de Paris, dont elle est une commune de la couronne,. Cette aire regroupe 1 929 communes,.

### Lieux-dits et écarts
La commune compte 27 lieux-dits administratifs répertoriés consultables ici.

### Occupation des sols
En 2018, le territoire de la commune se répartit en 68,2 % de forêts, 24,6 % de terres arables, 3,9 % de zones urbanisées, 1,8 % de milieux à végétation arbusive et/ou herbacée, 1,5 % de zones agricoles hétérogènes, 0,5 % de zones industrielles commercialisées et réseaux de communication et 0,5 % d’espaces verts artificialisés non agricoles,.

### Logement
En 2016, le nombre total de logements dans la commune était de 791 dont 79,8 % de maisons et 20,1 % d’appartements.
Parmi ces logements, 92,7 % étaient des résidences principales, 0,9 % des résidences secondaires et 6,4 % des logements vacants.
La part des ménages fiscaux propriétaires de leur résidence principale s’élevait à 74,1 % contre 23,4 % de locataires,, dont 0,7 % de logements HLM loués vides (logements sociaux) et, 2,5 % logés gratuitement.

### Voies de communication et transports

#### Transports

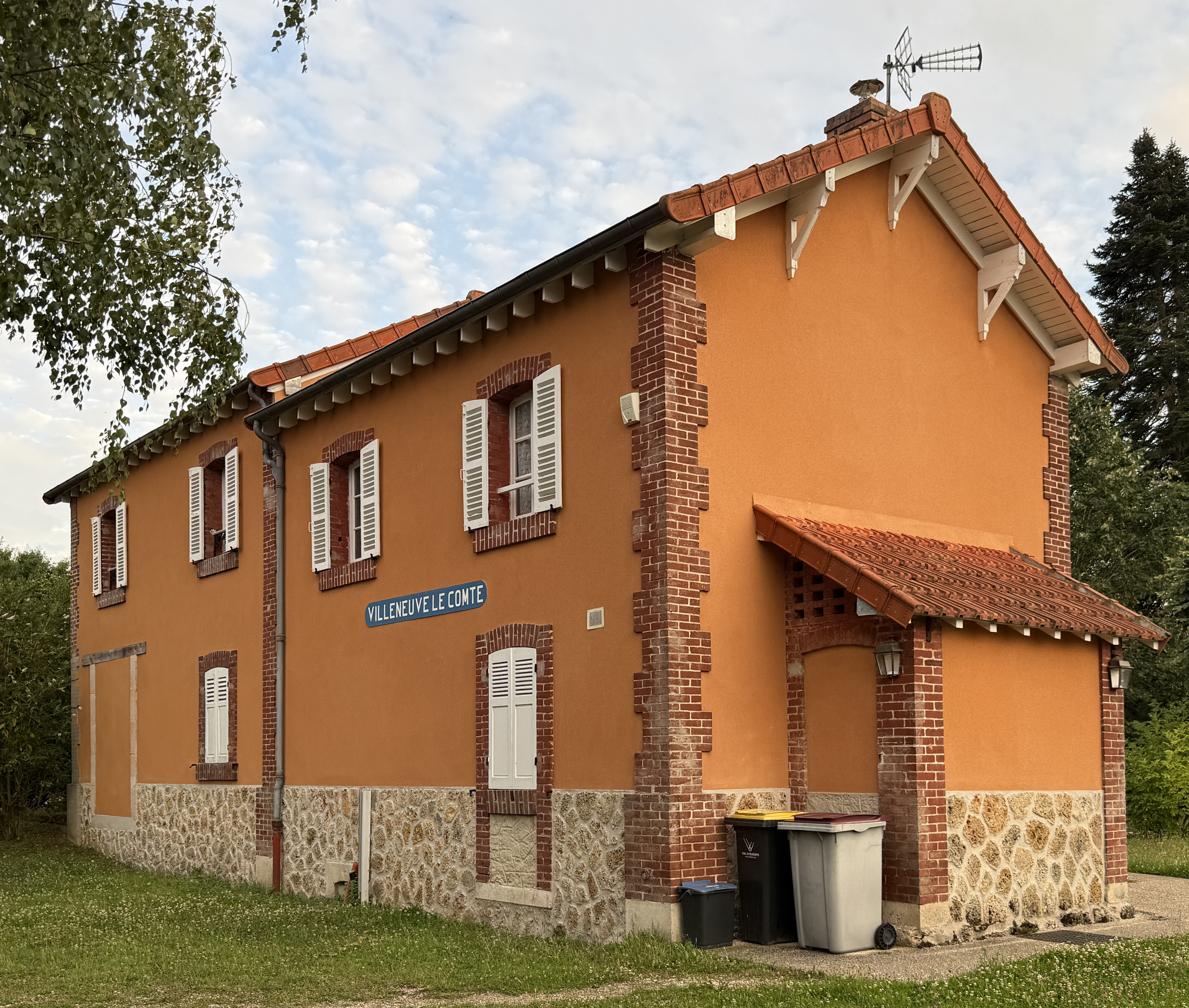
Ancienne gare.

La ville était autrefois desservie par la ligne de chemin de fer à voie métrique reliant Lagny-sur-Marne et Mortcerf.
La commune est desservie par les lignes d'autocars 2 (cité scolaire de Coulommiers) et 2292 (Tournan-en Brie vers Val d'Europe) du réseau de bus Brie et 2 Morin.
Depuis avril 2024, la commune est desservie en soirée par le bus Soirée Marne-la-Vallée - Chessy, permettant de relier la gare de Marne la vallée Chessy.

## Toponymie

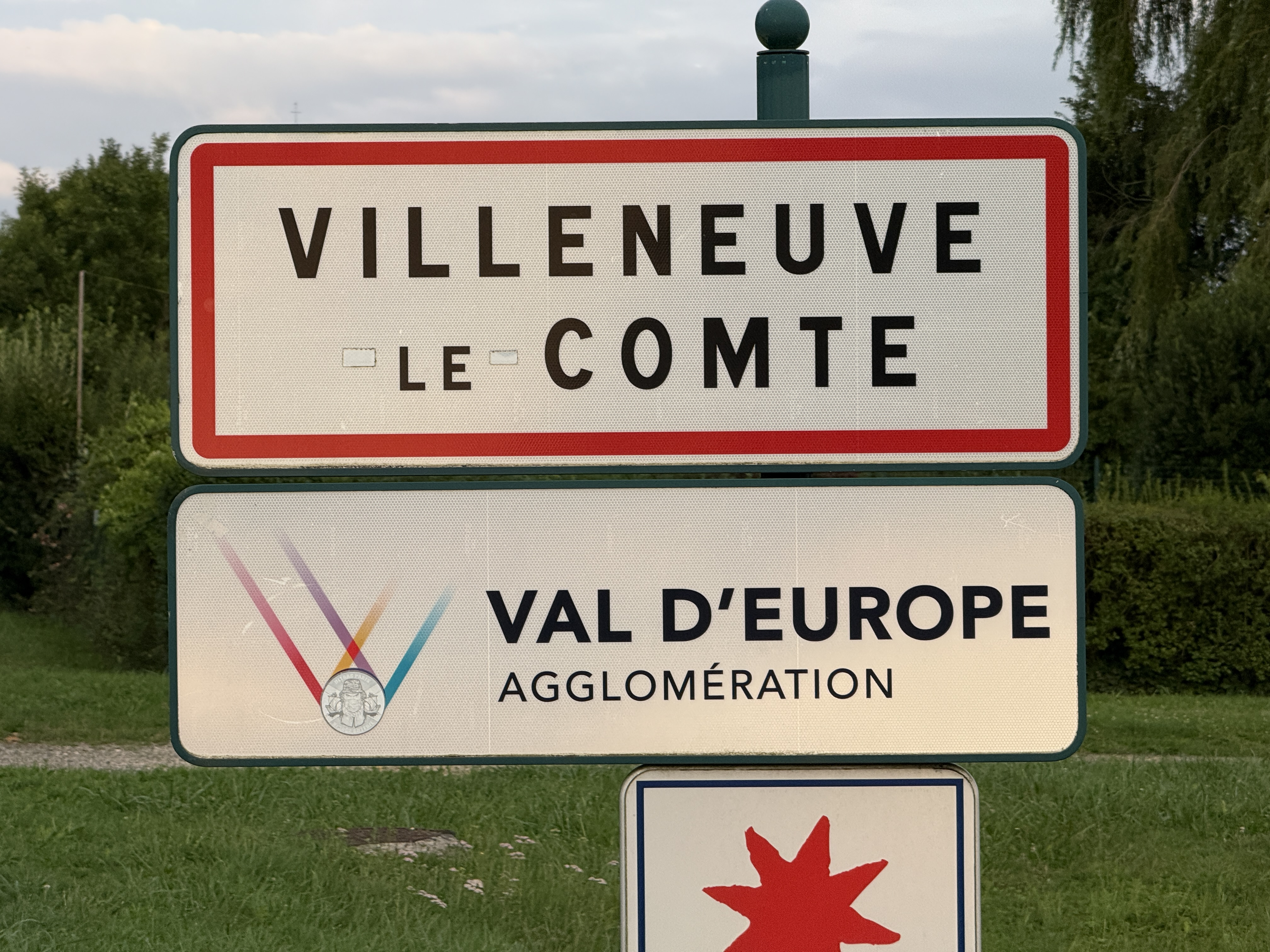
Panneau d'entrée.

Le nom de la localité est mentionné sous les formes Villa Nova comitis Sancti Pauli en 1217 ; Villanova en 1250 ; Territorium Ville Nove comitis en 1260 ; La Ville Nueve le Conte en 1300 ; Villa Nova Comitis en 1326 ; La Ville Neuve le Conte en 1335 ; Villeneuve Notre Dame en 1793 ; Villeneuve-le-Peuple en l'an II.
Gaucher III de Châtillon lui donne le nom de Villa Nova comitis Sancti Pauli (« La Ville neuve du Comte de Saint-Pol ») en l'honneur de celui dont il épouse la fille unique, Élisabeth de Saint-Pol.
Au cours de la Révolution française, la commune porte les noms de Villeneuve-le-Peuple et de Villeneuve-les-Bordes.

## Histoire
La ville est fondée au XIIIe siècle par les comtes de Champagne pour marquer la limite de leur territoire.
Furent construits un château-fort dont il ne reste que les douves, une muraille dont il ne reste que le nom de rues évocateurs (« rue des remparts », « rue basse des fossés »), une église érigée de 1203 à 1214 dont le clocher n'est pas rigoureusement vertical. En 1562, lors des guerres de religion, les sculptures de portail furent mutilées et ses vitraux détruits[source insuffisante]. Classée monument historique en 1849, elle fut restaurée de 1865 à 1870 sous la surveillance d'Eugène Viollet-le-Duc[réf. nécessaire].
En 1226, Hugues V de Châtillon-Saint-Pol (Ier de Saint-Pol) donne à l'abbaye du Pont-aux-Dames qu'il vient de fonder la ferme de l'Hermitage près du bourg avec 200 arpents de terres labourables.
Sur le territoire de la commune se trouvait un autre château féodal, dit « de la Pointe », dont il ne reste que des ruines.
En 2013 fut découvert un sanctuaire gallo-romain, utilisé du Ier au IIIe siècle principalement pour incinérer les corps des défunts.
À l'intersection de la RD 231 et de la RN 36 fut érigé en 1735 l'obélisque de Villeneuve-le-Comte, qui serait porteur du symbolique de la destruction du monde par l'eau et le feu.

## Politique et administration

### Intercommunalité
Villeneuve-le-Comte fait partie de Val d'Europe Agglomération avec 9 autres communes.
Elle s'y est rajoutée en 2018, en faisant le choix de quitter son ancienne intercommunalité, avec la commune de Villeneuve-Saint-Denis. Auparavant, la commune faisait partie de la Communauté de communes du Val Briard, de 2017 à 2020.

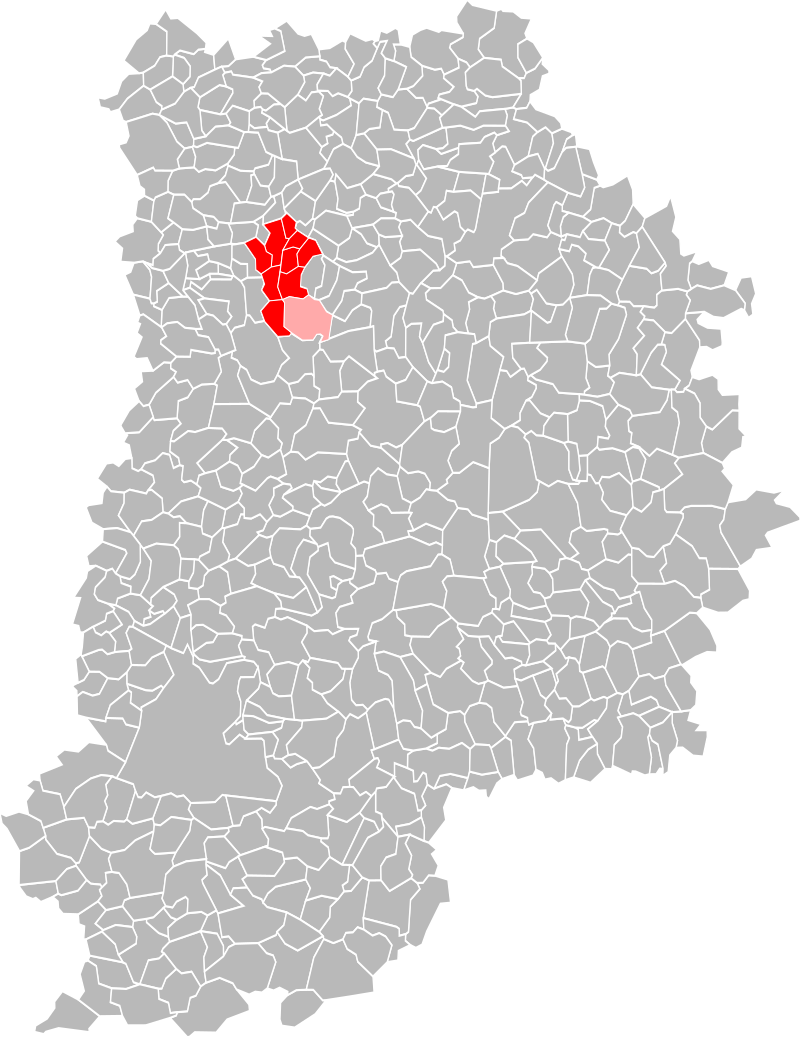
Localisation de Villeneuve-le-Compte au sein de Val d'Europe Agglomération.

### Liste des maires
| Période                                  | Période       | Identité                    | Étiquette | Qualité                  |
| ---------------------------------------- | ------------- | --------------------------- | --------- | ------------------------ |
| Les données manquantes sont à compléter. |               |                             |           |                          |
| 1er novembre 1802                        |               | Théodore Hardy              |           |                          |
| 1830                                     |               | Charles Rose Pierre Cordier |           |                          |
| 1809                                     |               | Théodore Hardy              |           |                          |
| 1830                                     |               | Joseph Morignot             |           |                          |
| 1831                                     | mars 1837     | Jean-Baptiste Vidit         |           | Décédé le 13/3/1837      |
| mars 1837                                | décembre 1837 | David                       |           | Adjoint faisant fonction |
| 1837                                     |               | Toussaint Pottier           |           |                          |
| 1843                                     |               | Pierre-Antoine Morignot     |           |                          |
| 1848                                     |               | Louis Furcy Hardy           |           |                          |
| 1852                                     |               | Théodore Edmé Hardy         |           |                          |
| 1876                                     |               | Leufroy Pottier             |           |                          |
| 1881                                     |               | Louis Alphonse Léopold      |           |                          |
| 1889                                     |               | François Odon Perreux       |           |                          |
| 1892                                     |               | François Aval               |           |                          |
| 1898                                     |               | Félix Raoul Conord          |           |                          |
| 15 décembre 1919                         |               | Emile Pottier               |           |                          |
| octobre 1940                             |               | Maurice Benard              |           |                          |
| 1945                                     |               | Léon Bazrry                 |           |                          |
| 1947                                     |               | André Boyer                 |           |                          |
| mai 1953                                 | 1958          | Fernand Regnault            |           |                          |
| 1958                                     | mars 1959     | André Thienard              |           |                          |
| mars 1959                                | 1973          | Hubert Aube                 |           |                          |
| 1973                                     | juin 1995     | Michel Moitre               |           |                          |
| juin 1995                                | août 1996     | Jack Julien                 |           |                          |
| septembre 1996                           | en cours      | Daniel Chevalier            |           |                          |

## Population et société

### Démographie
L'évolution du nombre d'habitants est connue à travers les recensements de la population effectués dans la commune depuis 1793. Pour les communes de moins de 10 000 habitants, une enquête de recensement portant sur toute la population est réalisée tous les cinq ans, les populations de référence des années intermédiaires étant quant à elles estimées par interpolation ou extrapolation. Pour la commune, le premier recensement exhaustif entrant dans le cadre du nouveau dispositif a été réalisé en 2004.

En 2022, la commune comptait 1 869 habitants, en évolution de +0,54 % par rapport à 2016 (Seine-et-Marne : +3,92 %, France hors Mayotte : +2,11 %).
| 1793 | 1800 | 1806 | 1821 | 1831 | 1836 | 1841 | 1846 | 1851 |
| ---- | ---- | ---- | ---- | ---- | ---- | ---- | ---- | ---- |
| 634  | 651  | 696  | 761  | 753  | 777  | 787  | 856  | 884  |

| 1856 | 1861 | 1866 | 1872 | 1876 | 1881 | 1886 | 1891 | 1896 |
| ---- | ---- | ---- | ---- | ---- | ---- | ---- | ---- | ---- |
| 902  | 875  | 906  | 902  | 991  | 867  | 918  | 852  | 861  |

| 1901 | 1906 | 1911 | 1921 | 1926 | 1931 | 1936 | 1946 | 1954 |
| ---- | ---- | ---- | ---- | ---- | ---- | ---- | ---- | ---- |
| 905  | 878  | 795  | 753  | 775  | 748  | 754  | 798  | 704  |

| 1962 | 1968 | 1975  | 1982  | 1990  | 1999  | 2004  | 2006  | 2009  |
| ---- | ---- | ----- | ----- | ----- | ----- | ----- | ----- | ----- |
| 662  | 908  | 1 117 | 1 173 | 1 297 | 1 683 | 1 747 | 1 755 | 1 772 |

| 2014  | 2019  | 2022  | - | - | - | - | - | - |
| ----- | ----- | ----- | - | - | - | - | - | - |
| 1 845 | 1 816 | 1 869 | - | - | - | - | - | - |

### Événements
Un « village nature » a été construit puis ouvert au public, il se situe très près de Villeneuve-le-Comte[Où ?].
Le Festival international de Ukulélé s'y déroule en septembre.

## Économie

### Revenus de la population et fiscalité
En 2018, le nombre de ménages fiscaux de la commune était de 682, représentant 1 792 personnes et la  médiane du revenu disponible par unité de consommation  de 26 850 euros.

### Emploi
En 2017 , le nombre total d’emplois dans la zone était de 372, occupant 891 actifs  résidants.
Le taux d'activité de la population (actifs ayant un emploi) âgée de 15 à 64 ans s'élevait à 72,3 % contre un taux de chômage de 5,5 %. 
Les 22,2 % d’inactifs se répartissent de la façon suivante : 10,3 % d’étudiants et stagiaires non rémunérés, 5,7 % de retraités ou préretraités et 6,1 % pour les autres inactifs.

### Secteurs d'activité

#### Entreprises et commerces
En 2018, le nombre d'établissements actifs était de 163 dont 6 dans l’industrie manufacturière, industries extractives et autres, 25 dans la construction, 49 dans le commerce de gros et de détail, transports, hébergement et restauration, 10 dans l’Information et communication, 3 dans les activités financières et d'assurance, 10 dans les activités immobilières, 26 dans les activités spécialisées, scientifiques et techniques et activités de services administratifs et de soutien, 22 dans l’administration publique, enseignement, santé humaine et action sociale et 12  étaient relatifs aux autres activités de services.
En 2019, 21 entreprises ont été créées sur le territoire de la commune, dont 11 individuelles.
Au 1er janvier 2021, la commune ne possédait aucun hôtel  mais un terrain de camping disposant de  595 emplacements.

## Culture locale et patrimoine

### Lieux et monuments

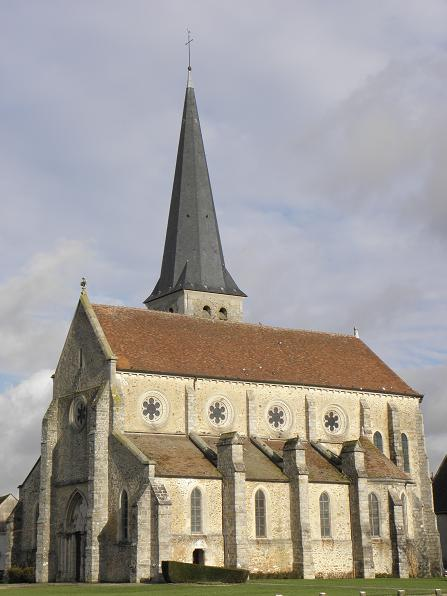
Église Notre-Dame-de-la-Nativité de Villeneuve-le-Comte - Cloche de l'église sonnant la demie. Fichier:Villeneuve-le-Comte - Cloche de l'église Notre-Dame-de-la-Nativité.ogg

- Église Notre-Dame-de-la-Nativité, bâtie de 1203 à 1214, classée Monument Historique le 13 mars 1849[52].
- Obélisque dit de Villeneuve-le-Comte est également situé sur les communes de Dammartin-sur-Tigeaux et de Mortcerf. Il a été construit au XvIIIe siècle. Il est classé monument historique depuis le premier octobre 1921. Aujourd'hui, il est surtout célèbre chez les ésotéristes grâce à l'alchimiste Fulcanelli qui en parle dans Les Demeures philosophales, parues en 1930. L'auteur voit dans ce monument " la figuration saisissante de l'incendie et de l'inondation immenses" qui se produiront lors du Jugement Dernier.

### Personnalités liées à la commune
- Germaine Lacaze (1908-1994), peintre, a vécu à Villeneuve-le-Comte à partir de 1937.

### Héraldique
|  | Les armes de la ville se blasonnent ainsi : écartelé au 1) de gueules à la chapelle d’or ouverte et ajourée de sable, au 2) d’azur au lambel de cinq pendants d’argent, au 3) d’azur à la bande d’argent côtoyée de deux doubles cotices potencées et contre potencées d’or, au 4) de gueules aux trois merlettes d’or. |